# Liste der Einträge im National Register of Historic Places im Meeker County

Lage des Meeker County in Minnesota

Die Liste der Einträge im National Register of Historic Places im Meeker County in Minnesota führt alle Bauwerke und historischen Stätten im Meeker County auf, die in das National Register of Historic Places aufgenommen wurden.

## Legende
| NRHP | Historic Place    |
| HD   | Historic District |

## Aktuelle Einträge
| [ 2 ] | Name                                    | Bild                                    | Eintragsdatum        | Lage                                                                                     | Ort                 | Beschreibung |
| ----- | --------------------------------------- | --------------------------------------- | -------------------- | ---------------------------------------------------------------------------------------- | ------------------- | --- |
| 1     | Henry Ames House                        | Henry Ames House                        | 1984 ID-Nr. 84001623 | MN 24 45° 8′ 54,4″ N, 94° 29′ 55,3″ W                                                    | Litchfield          | 1888 errichtetes Wohnhaus |
| 2     | Bridge No. 5388                         |                                         | 1998 ID-Nr. 98000718 | Brücke der MN 24 über den Crow River 45° 12′ 13″ N, 94° 23′ 17″ W                        | Kingston            | 1935 errichtete Brücke |
| 3     | Bridge No. 90980                        | Bridge No. 90980                        | 1997 ID-Nr. 96001560 | Brücke der County Road 190 über den North Fork Crow River 45° 12′ 7,5″ N, 94° 22′ 45″ W  | Kingston Township   | 1899 errichtete stählerne Fachwerkbrücke |
| 4     | Brightwood Beach Cottage                | Brightwood Beach Cottage                | 1978 ID-Nr. 78001551 | South Ripley Drive 45° 5′ 53,8″ N, 94° 32′ 21,6″ W                                       | Litchfield          | 1889 als Teil eines Resorts errichtetes achteckiges Gebäude                                                                                           |
| 5     | District No. 48 School                  | District No. 48 School                  | 1997 ID-Nr. 96001612 | Abseits des County Highway 6 45° 3′ 53,9″ N, 94° 15′ 39,6″ W                             | Collinwood Township | 1870 errichtetes Schulgebäude |
| 6     | Grand Army of the Republic Hall         | Grand Army of the Republic Hall         | 1975 ID-Nr. 75000995 | 370 North Marshall Street 45° 7′ 44,9″ N, 94° 31′ 34,8″ W                                | Litchfield          | 1885 errichtetes Versammlungshaus der Grand Army of the Republic, einer Veteranenorganisation; heute Teil des Meeker County Historical Society Museum |
| 7     | Litchfield Commercial Historic District | Litchfield Commercial Historic District | 1996 ID-Nr. 96000192 | North Sibley Avenue Zwischen Depot Street und 3rd Street 45° 7′ 38,7″ N, 94° 31′ 41,2″ W | Litchfield          | Ensemble von Gebäuden, die im späten 19. und frühen 20. Jahrhundert errichtet wurden                                                                  |
| 8     | Litchfield Opera House                  | Litchfield Opera House                  | 1984 ID-Nr. 84000019 | 126 North Marshall Avenue 45° 7′ 38,1″ N, 94° 31′ 34,7″ W                                | Litchfield          | 1900 im Stil der Neorenaissance errichtetes Theater                                                                                                   |
| 9     | Pipe Lake Fort                          |                                         | 2003 ID-Nr. 03000576 | Adresse nicht veröffentlicht                                                             | Cosmos              | Stelle, an der 1963 nach dem Dakotakrieg eines von 13 Forts errichtet wurde                                                                           |
| 10    | Trinity Episcopal Church                | Trinity Episcopal Church                | 1975 ID-Nr. 75000996 | 400 North Sibley Avenue 45° 7′ 48,1″ N, 94° 31′ 40″ W                                    | Litchfield          | 1871 im neugotischen Stil errichtete Kirche |
| 11    | Universal Laboratories Building         | Universal Laboratories Building         | 1996 ID-Nr. 96000191 | 901 1st Street, North 45° 5′ 10,3″ N, 94° 18′ 28″ W                                      | Dassel              | 1937 errichtetes Labor zur Herstellung von Mutterkornalkaloiden; heute beherbergt das Gebäude ein Museum                                              |

## Frühere Einträge
| [ 2 ] | Name              | Bild | Eintragsdatum        | Lage                                                            | Ort    | Beschreibung                                                                            |
| ----- | ----------------- | ---- | -------------------- | --------------------------------------------------------------- | ------ | --------------------------------------------------------------------------------------- |
| 1     | West End Elevator |      | 1985 ID-Nr. 85000556 | 4th Street Ecke Atlantic Avenue 45° 1′ 58,4″ N, 94° 41′ 32,5″ W | Dassel | 1885 errichteter Getreideheber; im Jahr 1987 abgebrannt und aus dem Register gestrichen |